# Altonthophagus
Altonthophagus là một chi bọ cánh cứng thuộc họ Scarabaeidae.